# Uma Musume Pretty Derby
Uma Musume Pretty Derby (ウマ娘 プリティーダービー Uma Musume Puritī Dābī?, Caballo Chica Bonito Derby) es una franquicia multimedia creada por Cygames. Un juego para móviles para iOS y Android estaba programado para debutar a finales de 2018 y luego se retrasó a febrero de 2021. Una adaptación de la serie de televisión de anime de 13 episodios a cargo de P.A. Works fue emitida de abril a junio de 2018, Studio Kai luego produjo una segunda temporada, que se emitió de enero a marzo de 2021. Se ha anunciado una tercera temporada. De julio a septiembre de 2020, se emitió una serie de televisión de anime basada en el manga spin-off Umayon. Un anime web corto titulado Umayuru se estrenó en octubre de 2022. Uma Musume Pretty Derby: Road to the Top, un segundo anime web, se estrenó en octubre de 2023. Una adaptación a serie de anime para televisión de Uma Musume Cinderella Gray se estrenó en abril de 2025.

## Argumento
En un mundo similar al nuestro, los grandes caballos de carrera del pasado tienen la oportunidad de renacer como «chicas caballo», chicas con orejas y colas de caballo, así como velocidad y resistencia de caballo. Las mejores de estas chicas caballo van a entrenar en la Academia Tracen de Tokio, donde esperan alcanzar fama y fortuna como corredoras e idols.
La primera temporada es protagonizada por Special Week, una chica yegua de secundaria rural que recientemente se transfirió a Tracen. Está decidida a cumplir la promesa de su madre y convertirse en la mejor corredora de Japón. De camino a la escuela, se detiene en la pista de carreras y se enamora del estilo de correr de Silence Suzuka, prometiendo correr en el mismo equipo que ella.
La segunda temporada se centra en otros personajes secundarios como Mejiro Mcqueen, Rice Shower y Mihono Bourbon, así como en Tokai Teio como personaje principal. Ella, como el caballo en el que se basa, sufre múltiples lesiones y lucha por seguir siendo una de las mejores corredoras.

## Personajes
Los personajes están basados en caballos de carrera famosos de Japón.
Cada chica yegua usa una cinta, un anillo u otro accesorio sobre una oreja, esto indica que su contraparte en la vida real es un semental cuando está en la oreja derecha de la chica, o una yegua cuando está en la oreja izquierda. Algunos personajes tienen adornos en ambas orejas, mientras que otros no tienen ningún adorno, sin embargo, el lado más decorado corresponde al género del caballo. Fine Motion es una excepción, ya que solo utiliza un adorno en ambos lados.
Special Week (スペシャルウィーク Supesharu Wīku?)
Seiyū: Azumi Waki
Una joven chica yegua criada en Hokkaido que nunca conoció a otra chica yegua hasta que se unió a la Academia. Su madre biológica falleció poco después de nacer y fue criada por su madre humana para ser la mejor niña caballo en Japón (ya que dice que tiene dos madres). Ella tiene una gran resistencia y velocidad, y un buen instinto en la pista sobre cuándo aguantar y cuándo abrirse al correr.
Silence Suzuka (サイレンススズカ Sairensu Suzuka?)
Seiyū: Marika Kōno
Una joven y consumada chica yegua. Ella es la compañera de cuarto y compañera de equipo de Special Week. Sus carreras, su rendimiento y su amistad inspiran a Special Week. Su objetivo es hacer que la gente sueñe y ella cree que eso es lo que significa ser la mejor chica yegua.
Tōkai Teiō (トウカイテイオー?)
Seiyū: Machico
Vodka (ウオッカ Uokka?)
Seiyū: Ayaka Ōhashi
Air Groove (エアグルーヴ Ea Gurūvu?)
Seiyū: Ruriko Aoki
El Condor Pasa (エルコンドルパサー Eru Kondoru Pasā?)
Seiyū: Minami Takahashi
Una chica yegua que recibió entrenamiento en el extranjero y aspira a competir en carreras extranjeras.
Oguri Cap (オグリキャップ Oguri Kyappu?)
Seiyū: Tomoyo Takayanagi
Grass Wonder (グラスワンダー Gurasu Wandā?)
Seiyū: Rena Maeda
Gold Ship (ゴールドシップ Gōrudo Shippu?)
Seiyū: Hitomi Ueda
Symboli Rudolf (シンボリルドルフ Shinbori Rudorufu?)
Seiyū: Azusa Tadokoro
La presidenta del consejo estudiantil de la academia.
Taiki Shuttle (タイキシャトル Taiki Shatoru?)
Seiyū: Yuka Ōtsubo
Daiwa Scarlet (ダイワスカーレット Daiwa Sukāretto?)
Seiyū: Chisa Kimura
T.M. Opera Ō (テイエムオペラオー Tei Emu Operaō?)
Seiyū: Sora Tokui
Narita Brian (ナリタブライアン Narita Buraian?)
Seiyū: Yuka Aisaka
Hishi Amazon (ヒシアマゾン?)
Seiyū: Yuiko Tatsumi
Fuji Kiseki (フジキセキ?)
Seiyū: Eriko Matsui
Maruzensky (マルゼンスキー Maruzensukī?)
Seiyū: Lynn
Mejiro McQueen (メジロマックイーン Mejiro Makkuīn?)
Seiyū: Saori Ōnishi
Seiun Sky (セイウンスカイ Seiun Sukai?)
Seiyū: Akari Kitō
Yukino Bijin (ユキノビジン?)
Seiyū: Nozomi Yamamoto
Winning Ticket (ウイニングチケット Uiningu Chiketto?)
Seiyū: Yui Watanabe
Tamamo Cross (タマモクロス Tamamo Kurosu?)
Seiyū: Naomi Ōzora
Seeking the Pearl (シーキングザパール Shīkingu Za Pāru?)
Seiyū: Ayaka Fukuhara
Manhattan Cafe (マンハッタンカフェ Manhattan Kafe?)
Seiyū: Yui Ogura
Tosen Jordan (トーセンジョーダン Tōsen Jōdan?)
Seiyū: Eri Suzuki
Haru Urara (ハルウララ?)
Seiyū: Yukina Shutō
Kawakami Princess (カワカミプリンセス Kawakami Purinsesu?)
Seiyū: Karin Takahashi
Mejiro Ryan (メジロライアン Mejiro Raian?)
Seiyū: Afumi Hashi
Matikanefukukitaru (マチカネフクキタル Machikanefukukitaru?)
Seiyū: Hiyori Nitta
Fine Motion (ファインモーション Fain Mōshon?)
Seiyū: Chinami Hashimoto
Smart Falcon (スマートファルコン Sumāto Farukon?)
Seiyū: Hitomi Ohwada
Narita Taishin (ナリタタイシン?)
Seiyū: Keiko Watanabe
Air Shakur (エアシャカール Ea Shakāru?)
Seiyū: Minami Tsuda
Gold City (ゴールドシチー Gōrudo Shichī?)
Seiyū: Saki Kosaka
Super Creek (スーパークリーク Sūpā Kurīku?)
Seiyū: Kana Yūki
Inari One (イナリワン Inari Wan?)
Seiyū: Haruno Inoue
Nishino Flower (ニシノフラワー Nishino Furawā?)
Seiyū: Haruna Kawai
Biko Pegasus (ビコーペガサス Bikō Pegasasu?)
Seiyū: Aimi Tanaka
Hishi Akebono (ヒシアケボノ?)
Seiyū: Rei Matsuzaki
Bamboo Memory (バンブーメモリー Banbū Memorī?)
Seiyū: Kotomi Aihara
Marvelous Sunday (マーベラスサンデー Māberasu Sandē?)
Seiyū: Marie Miyake
Mihono Bourbon (ミホノブルボン Mihono Burubon?)
Seiyū: Ikumi Hasegawa
Sweep Tosho (スイープトウショウ Suīpu Toushou?)
Seiyū: Shiori Sugiura
Ines Fujin (アイネスフウジン Ainesu Fūjin?)
Seiyū: Tomomi Mineuchi
Biwa Hayahide (ビワハヤヒデ?)
Seiyū: Yui Kondou
Sakura Bakushin O (サクラバクシンオー Sakura Bakushin'ō?)
Seiyū: Sachika Misawa
Shinko Windy (シンコウウインディ Shinkou Uindi?)
Seiyū: Yūki Takada
Agnes Tachyon (アグネスタキオン Agunesu Takion?)
Seiyū: Sumire Uesaka
Zenno Rob Roy (ゼンノロブロイ Zen'no Robu Roi?)
Seiyū: Haruka Terui
Meisho Doto (メイショウドトウ Meishō Dotō?)
Seiyū: Misaki Watada
Rice Shower (ライスシャワー Raisu Shawā?)
Seiyū: Manaka Iwami
Admire Vega (アドマイヤベガ Adomaiya Bega?)
Seiyū: Hitomi Sasaki
Curren Chan (カレンチャン Karen Chan?)
Seiyū: Yū Sasahara
Agnes Digital (アグネスデジタル Agunesu Dejitaru?)
Seiyū: Minori Suzuki
Eishin Flash (エイシンフラッシュ Eishin Furasshu?)
Seiyū: Ayami Fujino
Nakayama Festa (ナカヤマフェスタ Nakayama Fesuta?)
Seiyū: Shino Shimoji
Mayano Top Gun (マヤノトップガン Mayano Toppu Gan?)
Seiyū: Ayaka Imamura, Mio Hoshitani
Mejiro Dober (メジロドーベル Mejiro Dōberu?)
Seiyū: Hikari Kubota
Nice Nature (ナイスネイチャ Naisu Neicha?)
Seiyū: Kaori Maeda
King Halo (キングヘイロー Kingu Heirō?)
Seiyū: Iori Saeki

## Media

### Videojuego
El juego se anunció en 2016 para iOS y Android. Un tráiler animado por P.A.Works debutó en el evento AnimeJapan de ese año. Estaba previsto a que se lanzaría a fines de 2018, pero se pospuso hasta el 24 de febrero de 2021. El 10 de marzo de 2021 se lanzó la versión para computadoras.

### Manga
Una serie de manga ilustrada por S. Kozuki titulada Starting Gate!: Uma Musume Pretty Derby comenzó su serialización en el sitio web Cycomics de Cygames, el 25 de marzo de 2017. A partir del 18 de marzo de 2022, el manga se ha recopilado en seis volúmenes tankōbon.

### Anime

#### Uma Musume Pretty Derby
Una adaptación al anime de 13 episodios y producida por P.A.Works se transmitió desde el 2 de abril hasta el 18 de junio de 2018 en Tokyo MX, y los dos primeros episodios se transmitieron seguidos. Crunchyroll transmitió la serie. El anime está dirigido por Kei Oikawa en P.A.Works con guiones escritos por Masafumi Sugiura y Akihiro Ishihara. Utamaro Movement compuso la música en Lantis. El tema de apertura de la serie es "Make Debut" y el tema final es "Grow Up Shine!"; los dos son cantados por Azumi Waki, Marika Kouno, Machico, Ayaka Ōhashi, Chisa Kimura, Hitomi Ueda y Saori Ōnishi.

#### Uma Musume Cinderella Gray
El 23 de agosto de 2024 se anunció una adaptación televisiva en formato anime del manga Cinderella Gray de Uma Musume. La serie está producida por CygamesPictures y dirigida por Yūki Itō, con Aki Kindaichi a cargo de la composición de la serie, Masafumi Sugiura escribiendo el guion y Takuya Miyahara y Keigo Sasaki diseñando los personajes. La serie se transmite en dos cursos divididos en TBS y sus afiliados, con el primer curso transmitiéndose del 6 de abril al 29 de junio de 2025, y el segundo curso se estrenará en octubre de 2025. REMOW obtuvo la licencia de la serie y la transmitió a nivel internacional a través en el canal de YouTube It's Anime, en América del Norte, México, Australia y las islas británicas a través de Amazon Prime Video, en Francia a través de Animation Digital Network y en América Latina a través de Anime Onegai. Netflix obtuvo la licencia de la serie en el Sudeste Asiático.

## Recepción
Dentro de los diez meses posteriores a su lanzamiento, el juego móvil recaudó aproximadamente $ 965 millones en Japón hasta el 16 de diciembre de 2021. Fue el noveno juego móvil con mayor recaudación de 2021. En 2021, el juego generó un total de ingresos de aproximadamente $ 990 millones.